# 岡本育子
岡本 育子（おかもと いくこ、8月25日 - ）は関西を中心に活動する女性フリーアナウンサー、フリーライター（スポーツライター）、ラジオパーソナリティである。身長153cm。兵庫県加古川市出身、兵庫県西宮市在住。松蔭女子学院短期大学卒業。

## 人物
MBSラジオでは、プロ野球中継のスタジオアシスタントや、太田幸司（毎日放送野球解説者）がパーソナリティを務めるスポーツ情報番組『太田幸司のスポーツナウ』のアシスタントを長らく担当した。同番組の終了（2005年4月）を機に同局の番組から離れていたが、2016年3月1日（火曜日）に生放送の『with Tigers MBSベースボールパーク　みんなでホームイン!』で、電話を通じて11年振りに出演した。
阪神タイガースの二軍の取材を2014年時点で20年以上行っており、「ファームの母」と呼ばれることもある。またGAORAの中継では実況も務めた。
2005年より、スポーツニッポンにて、阪神タイガースの二軍に焦点をあてた「岡本育子の小虎日記」を連載。2013年末まで連載された。2014年より、Yahoo!ニュースの個人(スポーツ)の部門にて「岡本育子の新・小虎日記」として連載を継続している。

## ラジオ
- 毎日放送ダイナミックナイター
- 太田幸司のスポーツナウ
- ミュージックスタジアム9
- 太田幸司の熱血!!タイガーススタジアム
- われらパ・リーグ応援団（以上MBSラジオ）
- なにわ最強パチラジオ
- 歌謡曲これ一番
- 歌謡曲朝一番
- 走れ!歌謡曲（以上ラジオ大阪）
- ハンサムサタデー雀々ランド（ラジオ関西）
- かっとびフライデー
- 聞いてなるほど！西宮市政（さくらFM）

## テレビ
- Mark the ウエスタンリーグ!（GAORA）
- ふれあい若狭（福井放送）
- 新鮮!ええもん直送便（サンテレビ）